# 日野春郵便局
日野春郵便局（ひのはるゆうびんきょく）は、山梨県北杜市にある郵便局。民営化前の分類では集配普通郵便局であった。

## 概要
住所：〒408-0024 山梨県北杜市長坂町富岡82-1

### 局舎
民営化前の2007年（平成19年）3月19日に集配業務とゆうゆう窓口を、新設された「郵便棟」へ分離移転。従来の局舎は窓口業務のみの「窓口棟」となった。なお、「郵便棟」と「窓口棟」は全く別の場所にあり、前者の最寄り駅は長坂駅、後者の最寄り駅は日野春駅であった。
2007年（平成19年）10月1日の民営化に伴い、「郵便棟」は郵便事業株式会社の日野春支店（後に北杜支店に改称）、「窓口棟」は郵便局株式会社の日野春郵便局となった。これは民営化当時、同一の郵便局を前身とする郵便事業支店と郵便局が併設されていない唯一のケースであった。
- その後、郵便事業首里支店、郵便事業南風原支店、郵便事業今市支店、郵便事業陸前高田支店、郵便事業丹波支店、郵便事業宇和支店が、郵便局もしくは郵便事業支店の移転の結果、単独設置となっている[1]。

## 沿革
- 1916年（大正5年）9月1日 - 三等郵便局として開局[2]。
- 1926年（大正15年）3月1日 - 電話通話事務を開始[3]。
- 1970年（昭和45年）7月10日 - 電話交換業務を長坂電報電話局に、また和文電報配達業務を長坂電報電話局および駒城郵便局に移管[4]。
- 1991年（平成3年）9月30日 - 小淵沢郵便局から集配業務を移管。
- 1993年（平成5年）8月1日 - 特定郵便局から普通郵便局に局種別改定。
- 2000年（平成12年）8月14日 - 外国通貨の両替および旅行小切手の売買に関する業務の取扱を開始。
- 2007年（平成19年）
  - 3月19日 - 集配業務とゆうゆう窓口を新設された「郵便棟」へ分離移転。従来の局舎は、窓口業務のみの「窓口棟」となる。同日、須玉郵便局（〒408-0199→〒408-0112）から集配業務、中田郵便局（〒407-0299）から北杜市明野町内[5]の集配業務をそれぞれ当局に移管[6][7]。
  - 3月26日 - 津金郵便局（〒407-0399→〒407-0322）、台ヶ原郵便局（〒408-0399→〒408-0312）、大泉郵便局（〒409-1599→〒409-1502）から集配業務を移管[6]。
  - 10月1日 - 民営化に伴い、新設された郵便事業日野春支店に「郵便棟」の業務を局舎とともに移管。
- 2012年（平成24年）10月1日 - 日本郵便株式会社発足。

## 取扱内容
- 郵便、印紙、ゆうパック、内容証明
- 貯金、為替、振替、振込、国際送金、国債、投資信託
- 生命保険、バイク自賠責保険、自動車保険
- ゆうちょ銀行ATM

## 周辺
- オオムラサキ自然公園
- 山梨県立北杜高等学校

## アクセス
- JR中央本線 日野春駅から徒歩約5分
- 北杜市民バス 日野春駅停留所下車
- 中央自動車道 須玉ICから北西へ約3km
- 駐車場あり：4台